# براوزریفای
براوزریفای (به انگلیسی: Browserify) یک ابزار متن‌باز جاوا اسکریپت است که به توسعه‌دهندگان امکان نوشتن ماژول‌های نود.جی‌اس-استایل که در مرورگر کامپایل می‌شوند را می‌دهد.
براوزریفای به شما اجازه می‌دهد از require در مرورگر استفاده کنید، به همان روشی که در نود به‌کار می‌بردید. این فقط یک شکر نحوی برای بارگذاری اسکریپت‌ها بر دستگاه سمت کاربر نیست؛ بلکه یک ابزار برای آوردن همهٔ اکوسیستم NPM بر روی دستگاه کاربر (کلاینت) است.

## مثال‌ها

### نصب کردن
```
 
$
 
npm
 
install
 
--global
 
browserify

```

### اجرا
```
$
 
browserify
 
source.js
 
-o
 
target.js

```

این کد همهٔ ماژول‌ها و متعلقات مورد نیاز استفاده شده در source.js را اضافه می‌کند و آن‌ها را در target.js دسته می‌کند (می‌افزاید). براوزیفای گراف وابستگی را با استفاده از فایل source.js شما به عنوان نقطه ورود می‌پیماید و همهٔ منابع هر متعلقاتی که پیدا کند را در بر می‌گیرد. 